# Бестужев, Николай Александрович
Никола́й Алекса́ндрович Бесту́жев (13 (24) апреля 1791 года, Санкт-Петербург — 15 (27) мая 1855 года, Селенгинск) — русский писатель и живописец, старший из пяти братьев Бестужевых, активный деятель декабристского движения, по первой службе — военно-морской офицер.

## Семья
Отец — Александр Федосеевич Бестужев (24.10.1761—20.3.1810).
 Мать — Прасковья Михайловна (1775—27.10.1846).
Братья — Александр, Михаил, Пётр, Павел.
Сёстры — Елена, Мария, Ольга, Прасковья.

## Военная служба
22 марта 1802 года поступил в Морской кадетский корпус. С 7 мая 1807 года в чине гардемарин, с 29 декабря 1809 года — мичман. 7 января 1810 года в звании подпоручик зачислен в Морской корпус. 14 июня 1813 года переведён во флот мичманом. 22 июля 1814 года произведён в лейтенанты. В 1815 году участвовал в морском походе в Голландию, в 1817 году — во Францию.
15 июня 1820 года назначен помощником смотрителя Балтийских маяков в Кронштадте.
В 1822 году организовал литографию при Адмиралтейском департаменте, где весной того же года начал писать историю русского флота. 7 февраля 1823 года награждён орденом Святого Владимира IV степени за организацию литографии.
В 1824 году на фрегате «Проворный» в качестве историографа совершил плавания во Францию и Гибралтар. 12 декабря 1824 года произведён в капитан-лейтенанты. С июля 1825 года — смотритель Модель-камеры Адмиралтейского музея, за что получил от друзей прозвище «Мумия».

## Писатель и переводчик

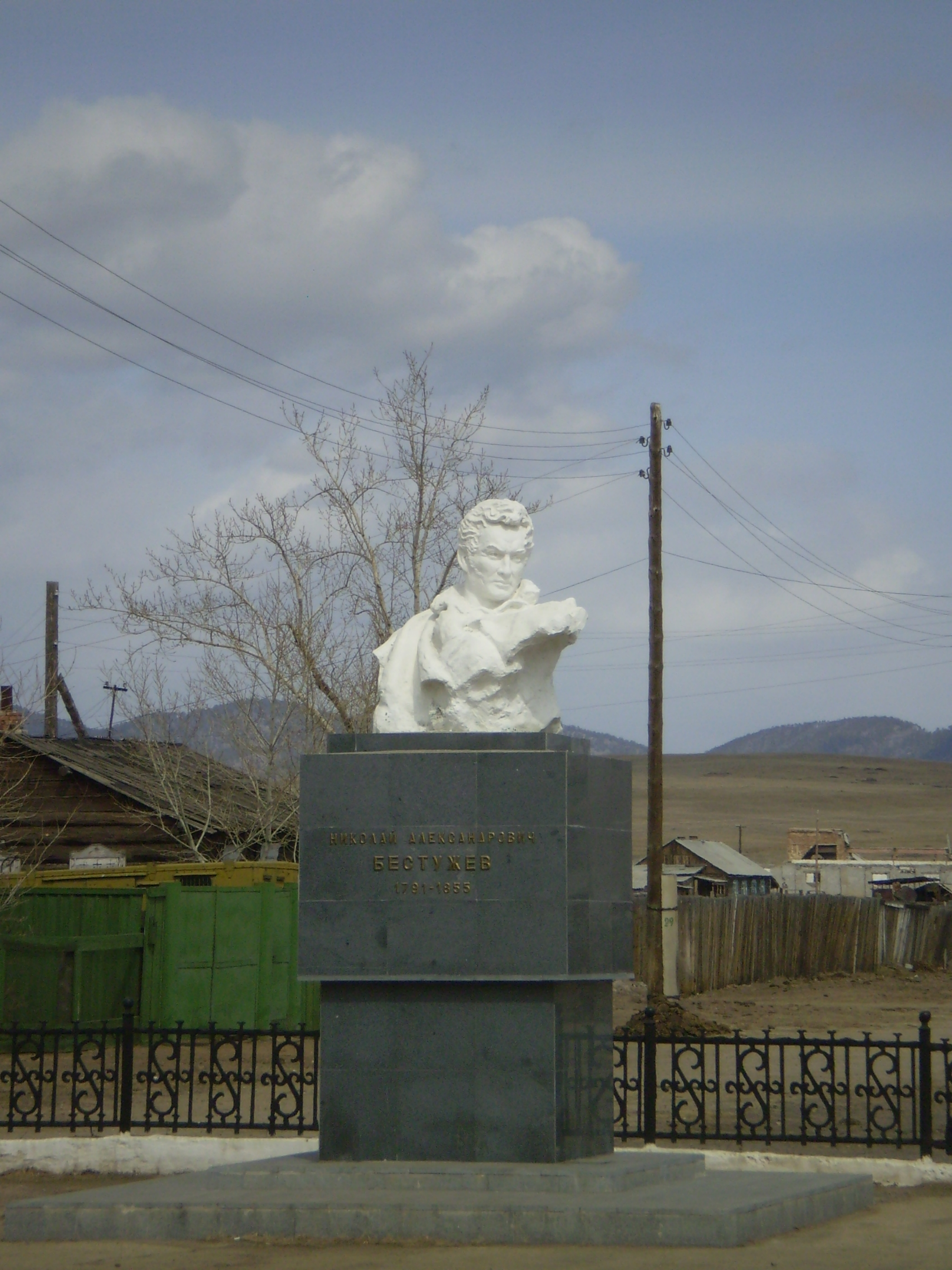
Памятник Н. А. Бестужеву в Новоселенгинске

С 1818 года — член Вольного общества учреждения училищ по методике взаимного обучения. С 28 марта 1821 года — член-сотрудник Вольного общества любителей российской словесности, с 31 мая — действительный член. С 1818 года сотрудничал с альманахом «Полярная звезда», журналами «Сын отечества», «Благонамеренный», «Соревнователь просвещения и благотворения» и другими. С 1822 года — член Цензурного комитета. Редактор.
С 1825 года — член Общества поощрения художников. Вольнослушателем посещал классы академии художеств. Учился у А. Н. Воронихина и Н. Н. Фонлева. С 12 сентября 1825 года — член Вольного экономического общества.
С 1818 года — член масонской ложи «Избранного Михаила».
Находясь в ссылке в Иркутской губернии, прочитал работу Алексиса де Токвиля «О демократии в Америке» и перевёл отдельные отрывки из неё на русский язык. Бестужеву принадлежит и первый перевод известной новеллы Вашингтона Ирвинга «Рип Ван Винкль», опубликованный в 1825 году в журнале «Сын Отечества».

## Декабрист
В 1824 году принят в Северное тайное общество К. Ф. Рылеевым, предлагавшим ему стать членом Верховной думы Северного общества. Н. А. Бестужев — автор проекта «Манифеста к русскому народу». Вывел на Сенатскую площадь Гвардейский экипаж.

## Каторга
Арестован 16 декабря 1825 года, в тот же день доставлен в Петропавловскую крепость.
Осуждён по II разряду; 10 июля 1826 года приговорён к пожизненной каторге.
7 августа 1826 года вместе с братом Михаилом доставлен в Шлиссельбург. Отправлены в Сибирь 28 сентября 1827 года. Прибыли в Читинский острог 13 декабря 1827 года. Переведены в Петровский завод в сентябре 1830 года.
8 ноября 1832 года срок каторги был сокращён до 15 лет, а 14 декабря 1835 года — до 13 лет.
Работал акварелью, позднее маслом на холсте. Написал портреты декабристов, их жён и детей, городских жителей (115 портретов), виды Читы и Петровского Завода, китаеведа о. Иакинфа.

## Ссылка

Двуколка «Бестужевка». Экспонат Кяхтинского краеведческого музея

10 июля 1839 года братья Михаил и Николай Бестужевы обращены на поселение в город Селенгинск Иркутской губернии, куда прибыли 1 сентября 1839 года.
До этого, 14 марта 1838 года, в Селенгинск переехали мать и сестра декабриста К. П. Торсона. В феврале 1844 года мать братьев Бестужевых продала имение и ходатайствовала о разрешении ей вместе с дочерьми Еленой, Марией и Ольгой переселиться в Селенгинск. После смерти Прасковьи Михайловны (27 октября 1846 года) сёстрам Бестужевым разрешили поселиться в Селенгинске со всеми ограничениями, предписанными для жён государственных преступников.
Николай Бестужев на каторге и поселении занимался сапожным, ювелирным, токарным и часовым делом. Разработал новую конструкцию высокоточного хронометра совершенно оригинальной системы, секрет которой унёс в могилу. Во время Крымской войны работал над конструкцией ружейного замка, создал «бестужевскую печь» и, совместно с братом Михаилом, двуколку «бестужевку».
Проводил метеорологические, сейсмические и астрономические наблюдения. Выращивал табак и арбузы, пытался организовать тонкорунное овцеводство. Описал Гусиноозерское месторождение каменного угля.
Проводил исследования по этнографии и археологии, собирал бурятские песни и сказки. Открыл следы оросительных систем у первых земледельцев Забайкалья, петроглифы на берегах Селенги.
В 1841 году приехал в Иркутск, где пробыл почти год, написав 72 портрета, в том числе членов семей генерал-губернатора Руперта, купцов Трапезниковых, Сукачёвых, Наквасиных, Басниных и других. В 1855 году написал детские портреты — внука С. Г. Волконского и детей своего близкого друга И. С. Персина, у которого он проживал в Иркутске
В Селенгинске братья Михаил и Николай Бестужевы близко сошлись с главой буддистов Хамбо-ламой Дампилом Гомбоевым. Михаил Бестужев написал трактат о буддизме, который до сих пор не найден. Младший брат Хамбо-ламы Николай Гомбоев принял христианство и уехал в Китай, где стал начальником почтово-телеграфной службы Российского посольства в Пекине. За него вышла замуж дочь Николая Александровича — Екатерина.
Жил в гражданском браке с буряткой Дулмой Сабилаевой. Имел от неё двоих детей: Алексея Старцева (1838—1900) и Екатерину (в замужестве Гомбоева, умерла в 1929 или 1930 году в Харбине в возрасте около 90 лет).
Николай Александрович умер 15 мая 1855 года в Селенгинске. Б. В. Струве писал:

Умер Н. А. Бестужев в 1855 году, совершив едва-ли кому-либо известный подвиг истинного человеколюбия: возвращаясь в марте из Иркутска в Селенгинск, он нагнал на Байкале двух пеших старушек-странниц, при постепенно усиливавшейся метели. Он вышел из своей повозки, усадил в неё этих старушек, а сам сел на козлы и так продолжал переправу через Байкал. При этом он простудился; приехав в Селенгинск, слег в постель и через несколько дней скончался, как праведник— Воспоминания о Сибири
Похоронен на Посадском кладбище на берегу Селенги рядом с Константином Торсоном и его матерью. Дети жили в семье селенгинского купца Д. Д. Старцева и носили его фамилию.

## Автор книг
Автор статей по этнографии, археологии, экономике. Автор прозаических произведений. Среди них:
- «Опыт истории российского флота» (1822);
- «Русский в Париже 1814 года»;
- «Записки о Голландии 1815 года» (СПб.: В типографии Императорскаго Воспитательнаго дома, 1821);
- «Заметки о войне 1812»;
- Плавание фрегата Проворного в 1824 году. СПб., 1825
- «Кондратий Фёдорович Рылеев воспоминания Н. А. Бестужева» (М.: Альциона, 1919);
- «Рассказы и повести старого моряка» (М.: тип. Грачёва и комп., 1860);
- «Гусиное озеро» — этнографический очерк в соавторстве с П. А. Кельбергом;
- Статьи и письма. М.-Л., 1933
- Воспоминания Бестужевых. — М.; Л. 1951 (Первоначально: Петроград: Огни, 1917)
- Опыт истории Российского флота. Л., 1961
- Избранная проза. М., 1983
- Гусиное озеро. Улан-Удэ, 1991

## Память

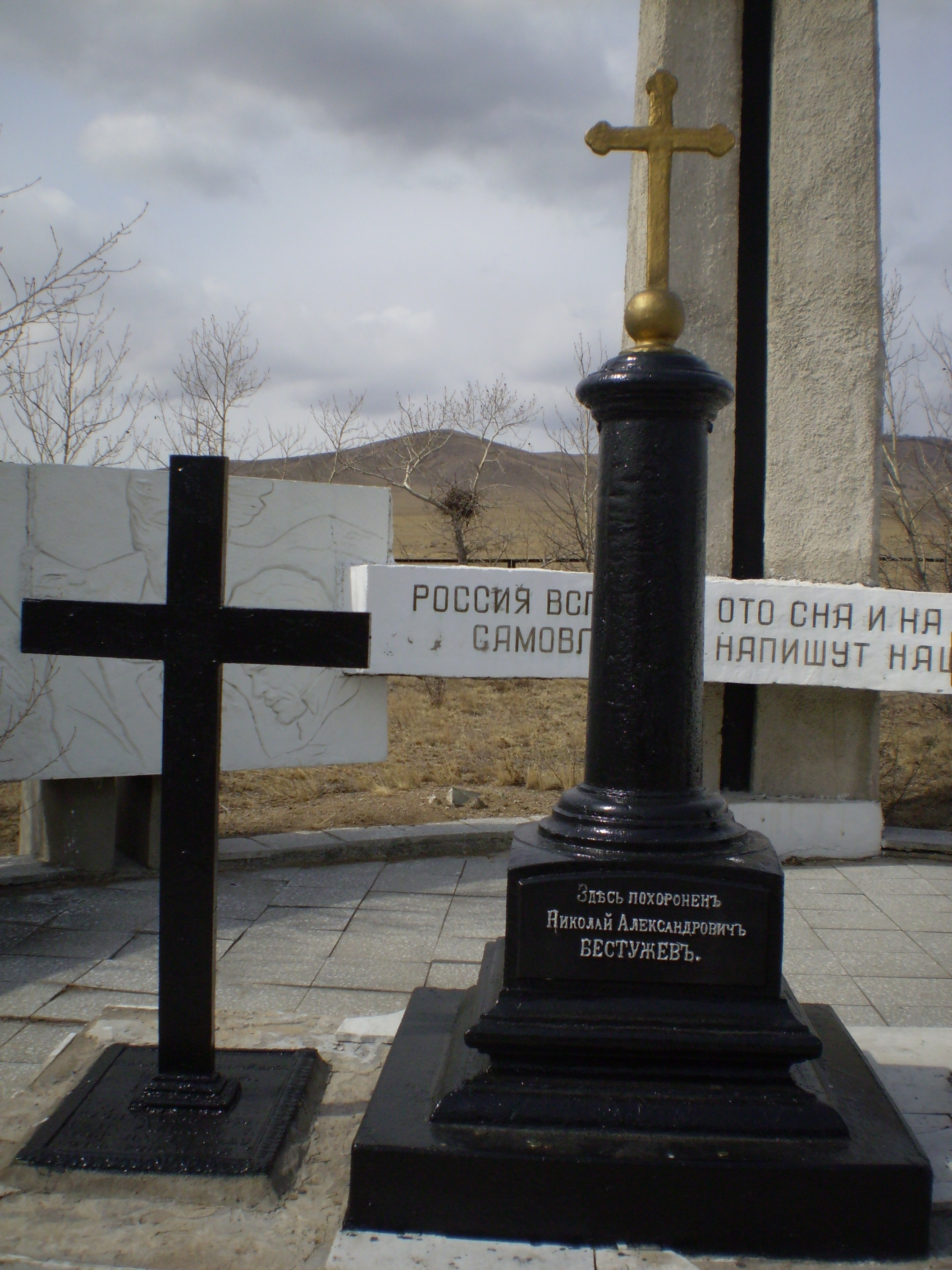
Могилы Марии Александровны и Николая Александровича Бестужевых. Новоселенгинск

- В 1975 году в Новоселенгинске, в доме купца Дмитрия Дмитриевича Старцева был открыт Музей декабристов;
- Фильм режиссёра Бараса Халзанова «Нет чужой земли» (1990) посвящён жизни Николая Бестужева в Сибири. Роль Бестужева исполнил советский и белорусский актёр Пётр Юрченков-ст.;
- В Улан-Удэ Русский государственный драматический театр с 1991 года носит имя Николая Бестужева;
- Создано Общество потомков Бестужева.